# بادي ريتشاردسون
بادي ريتشاردسون (بالإنجليزية: Paddy Richardson)‏ (1950)؛ روائية نيوزيلندية.